# فرهاد أصلاني
فرهاد أصلاني هو ممثل إيراني ولد في 8 يونيو 1966.